# Tiril Udnes Wengová
Tiril Udnes Wengová, nepřechýleně Weng, (* 29. září 1996 Nes) je norská běžkyně na lyžích.

## Výsledky

### Výsledky ve Světovém poháru
| Sezóna  | Věk | Sezónní výsledky | Sezónní výsledky | Sezónní výsledky | Sezónní výsledky | Výsledky na Ski Tour | Výsledky na Ski Tour | Výsledky na Ski Tour | Výsledky na Ski Tour |
| Sezóna  | Věk | Celkově          | Distance         | Sprinty          | U23              | Nordic Opening       | Tour de Ski          | WC Final             |                      |
| ------- | --- | ---------------- | ---------------- | ---------------- | ---------------- | -------------------- | -------------------- | -------------------- | -------------------- |
| 2016/17 | 20  | 100.             | 51.              | 66.              | 18.              | —                    | —                    | —                    |                      |
| 2017/18 | 21  | 33.              | 42.              | 24.              | 7.               | 33.                  | DNF                  | 12.                  |                      |
| 2018/19 | 22  | 18.              | 28.              | 18.              | 2.               | 19.                  | 16.                  | 18.                  |                      |
| 2019/20 | 23  | 13.              | 17.              | 12               | —                | 7.                   | 10.                  | —                    |                      |
| 2020/21 | 24  | 26.              | 30.              | 31.              | —                | 17.                  | —                    | —                    |                      |
| 2021/22 | 25  | 16.              | 16.              | 11.              | —                | —                    | 10.                  | —                    |                      |
| 2022/23 | 26  | 1.               | 3.               | 3.               | —                | —                    | 3.                   | —                    |                      |
| 2023/24 | 27  | 40.              | 35.              | 24.              | —                | —                    | —                    | —                    |                      |

### Výsledky na OH
| Rok  | Věk | 10 km | 15 km skiatlon | 30 km hromadný start | sprint | 4 × 5 km štafeta | sprint dvojic |
| ---- | --- | ----- | -------------- | -------------------- | ------ | ---------------- | ------------- |
| 2022 | 25  | 21.   | —              | 14.                  | 9.     | 5.               | 8.            |

### Výsledky na MS
| Rok  | Věk | 10 km | 15 km skiatlon | 30 km hromadný start | Sprint | 4 × 5 km štafeta | Sprint dvojic |
| ---- | --- | ----- | -------------- | -------------------- | ------ | ---------------- | ------------- |
| 2019 | 22  | —     | —              | —                    | 15.    | —                | —             |
| 2021 | 24  | 19.   | —              | —                    | 6.     | 1.               | 6.            |
| 2023 | 26  | 12.   | —              | 9.                   | 6.     | 1.               | 2.            |